# Komisja Nauki, Edukacji i Sportu
Komisja Nauki, Edukacji i Sportu wchodzi w skład stałych komisji senackich.  Przedmiotem działania komisji są sprawy związane z organizacją i rozwojem badań naukowych, systemem kształcenia i wychowania, systemem doskonalenia zawodowego nauczycieli i kadry naukowej. Zajmuje się także sprawami dzieci i młodzieży, poradnictwem zawodowym dla młodzieży oraz przygotowaniem absolwentów szkół średnich i wyższych do zatrudnienia, kulturą fizyczną i sportem, organizacją instytucji naukowych i oświatowych oraz współpracą naukowa z zagranicą. W III i IV kadencji senatu w jej miejscu działała jako Komisja Nauki i Edukacji Narodowej.

## Prezydium komisji wSenacie X kadencji
- Kazimierz Wiatr (PiS) – przewodniczący (do 13.03.2020),
- Robert Dowhan (KO) – zastępca przewodniczącego,
- Agnieszka Kołacz-Leszczyńska (KO)  – zastępca przewodniczącego,
- Wojciech Konieczny (SLD)  – zastępca przewodniczącego,
- Małgorzata Kopiczko (PiS)  – zastępca przewodniczącego[2].

## Prezydium komisji wSenacie IX kadencji
- Kazimierz Wiatr (PiS) – przewodniczący,
- Piotr Wach (PO-KO) – zastępca przewodniczącego,
- Jan Żaryn (PiS) – zastępca przewodniczącego[3].

## Prezydium komisji wSenacie VIII kadencji
- Kazimierz Wiatr (PiS) – przewodniczący,
- Ryszard Górecki (PO) – zastępca przewodniczącego,
- Andrzej Szewiński (PO) – zastępca przewodniczącego,
- Piotr Wach (PO) – zastępca przewodniczącego[4].

## Prezydium komisji wSenacie VII kadencji
- Kazimierz Wiatr (PiS) – przewodniczący,
- Józef Bergier (PO) – zastępca przewodniczącego,
- Ryszard Górecki (PO) – zastępca przewodniczącego,
- Piotr Wach (PO) – zastępca przewodniczącego[5].

## Prezydium komisji wSenacie VI kadencji
- Kazimierz Wiatr (PiS) – przewodniczący,
- Adam Biela (niez.) – zastępca przewodniczącego,
- Roman Ludwiczuk (PO) – zastępca przewodniczącego,
- Adam Massalski (PiS) – zastępca przewodniczącego[6].

## Prezydium komisji wSenacie V kadencji
- Marian Żenkiewicz (SLD-UP) – przewodniczący,
- Kazimierz Drożdż (SLD-UP) – zastępca przewodniczącego,
- Irena Kurzępa (SLD-UP) – zastępca przewodniczącego[7].

## Prezydium komisji wSenacie IV kadencji
- Jan Cimanowski (AWS) – przewodniczący (od 02.08.2000),
- Krzysztof Lipiec (niez.) – zastępca przewodniczącego,
- Edmund Wittbrodt (niez.) – przewodniczący (do 02.08.2000)[8].

## Prezydium komisji wSenacie III kadencji
- Maria Łopatkowa (PSL) – przewodnicząca,
- Wanda Kustrzeba (SLD) – zastępca przewodniczącego,
- Zbyszko Piwoński (SLD) – zastępca przewodniczącego[9].